# Церква перенесення мощей Святого Миколая (Середнє)
Церква перенесення мощей Святого Миколая в Середньому — парафія і храм греко-католицької громади Підгаєцького деканату Бучацької єпархії Української греко-католицької церкви в селі Середнє Тернопільського району Тернопільської области.

## Історія церкви
Парафію було утворено у 1991 році. Після проголошення незалежності України греко-католицька громада вирішила збудувати власну церкву. 1 лютого 1993 року було виділено земельну ділянку під будівництво, і того ж року встановили хрест. Наріжний камінь освятили декан о. Василь Івасюк, о. Григорій Петришин та о. Володимир Люшняк.
У 1994 році на Різдво у ще недобудованій церкві відбулося перше богослужіння. У березні 1996 року на храмі звели куполи, а вже в червні того ж року було уділено перше Святе Таїнство шлюбу.
При парафії діють братства «Матері Божої Неустанної Помочі» та «Апостольство молитви».

## Парохи
- о. Григорій Мисан (з 19 грудня 1994—?),
- о. В. Лехняк,
- о. В. Крижанівський,
- о. Василь Яремко (з грудня 1998).